# Opteron
Opteron är en serie x86 serverprocessorer tillverkade av AMD. Opteron, som släpptes den 22 april 2003, var den första processor att implementera x86-64.
Tidigt 2014 presenterade AMD Opteron A1100 som är en 64-bitars, 4 eller 8 kärnors serverprocessor baserad på ARM Cortex A57